# Sitio de Memoria Circular de Morelia
Sitio de Memoria Circular de Morelia es un sitio de memoria dedicado a las personas víctimas del terrorismo de Estado que ejerció el gobierno de México contra integrantes, familiares y amigos de grupos opositores. Fue inaugurado en 2019 en el sótano del edificio Circular de Morelia no. 8 en la colonia Roma de la Ciudad de México sitio que fue un centro clandestino de detención transitoria, al ser las oficinas de la Dirección Federal de Seguridad (DFS) y la Brigada Blanca.

## Historia
No se tiene certeza de la fecha de construcción del edificio Circular de Morelia no. 8. Dicha instalación funcionó como centro clandestino de tortura y detención transitoria. A semejanza de la estrategia operativa hecha en otros países como Argentina y Chile, en México se establecieron circuitos de instalaciones policiacas y militares que incluían tareas de contrainsurgencia como el espionaje, el seguimiento, la detención arbitraria y la tortura de cientos de integrantes, familiares y amigos de grupos opositores al Estado mexicano, incluyendo menores de edad. En el caso de Circular de Morelia no. 8, testimonios indican que era el sitio a donde eran llevados los detenidos por la DFS y la Brigada Blanca, en donde eran fichados y fotografiados, torturados y se decidía su destino, si ser liberados, desaparecidos forzadamente temporal o permanentemente asesinándolos, encarcelados en la Cárcel de Lecumberri o ser llevados al Campo Militar Número Uno que también fungió como centro de detención clandestina, dependiendo su estatus dentro de las organizaciones opositoras.
La ubicación de este centro clandestino fue secreta, y reservada a los integrantes de la DFS. Su número telefónico no estaba registrado en el directorio telefónico, y cuando se llegaba a marcar al mismo por error, se daba información falsa. Vecinos del edificio afirman haber escuchado "terribles quejidos" provenientes de su interior.
Fue reforzado tras el sismo del 19 de septiembre de 1985. Tras la desaparición de la DFS, el edificio pasó a manos de la Secretaría de Gobernación, ocupando diversas dependencias como la Dirección General de Registro y Supervisión a Empresas y Servicios de Seguridad Privada de la Secretaría de Seguridad Pública y, desde 2018, es sede de la Dirección General de Estrategias para la Atención de Derechos Humanos de la Subsecretaría de Derechos Humanos de la Secretaría de Gobernación.
En 2018, como parte del programa «Sitios de Memoria: Verdad, Memoria, Justicia, Reparación y no Repetición», la Secretaría de Gobernación inició la labor documental para la investigación de los hechos ocurridos en centro clandestino en el Archivo General de la Nación, y a continuación se realizaron obras en el sótano para acondicionarlo como un memorial. Fue inaugurado el 10 de junio de 2019 por la entonces secretaria de Gobernación, Olga Sánchez Cordero y la jefa de Gobierno, Claudia Sheinbaum Pardo.